# Cordite

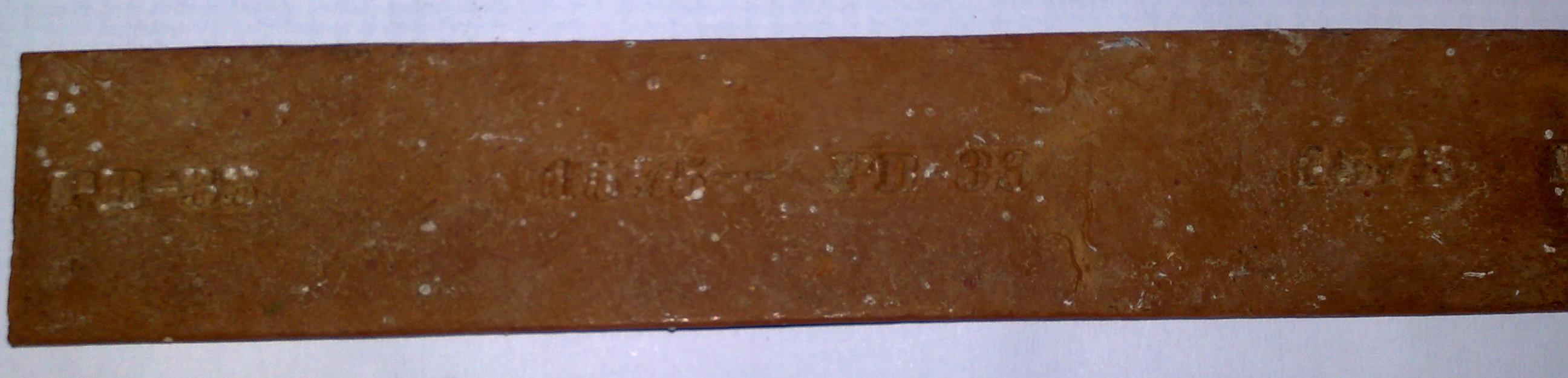
« Plaquette » de cordite datant de la Seconde Guerre mondiale.

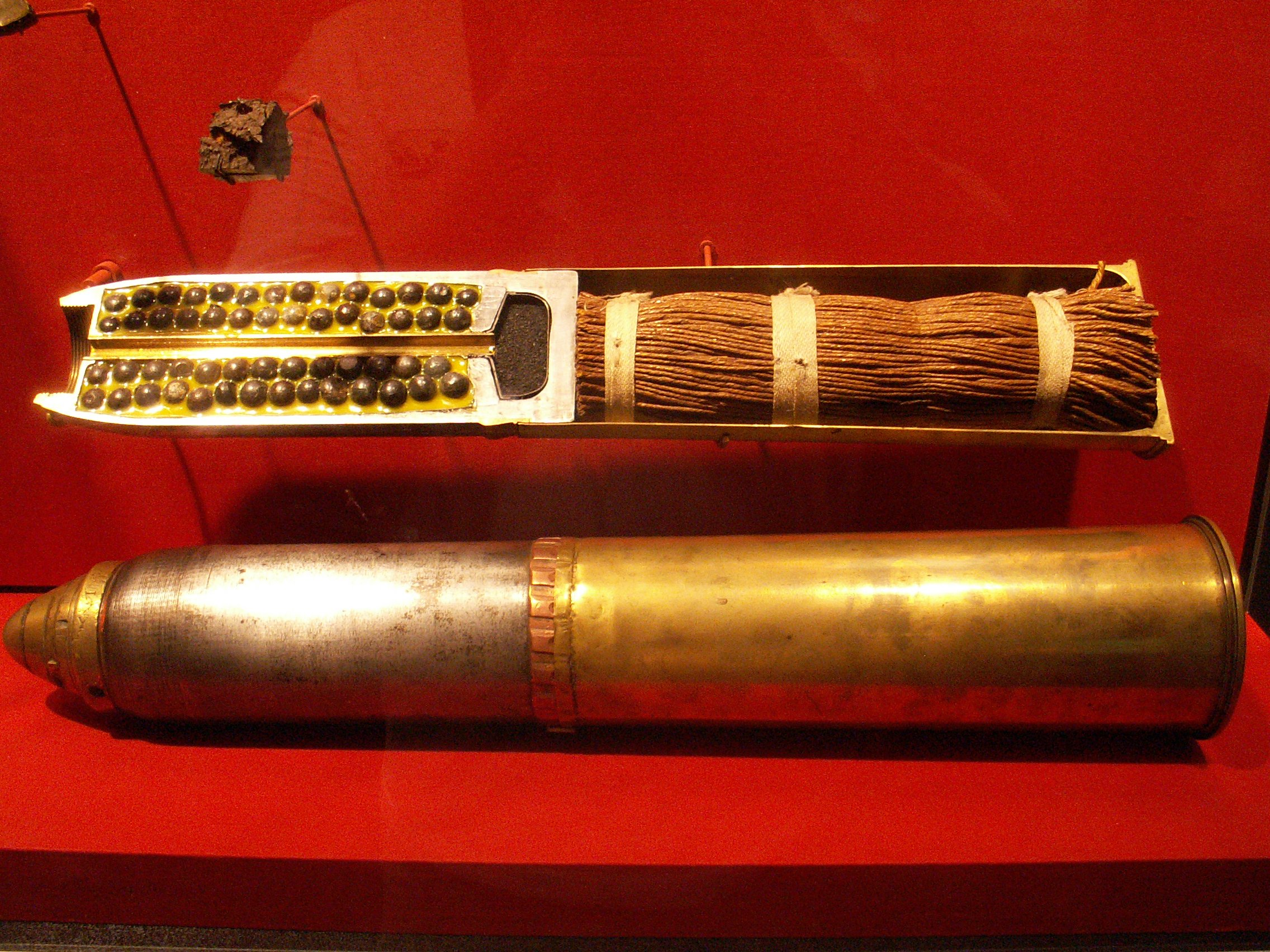
Modèle d'obus anglais shrapnel utilisé lors de la Première Guerre mondiale, montrant les billes de plomb noyées dans un explosif (acide picrique) et dans la douille les cordons simulant l'apparence de la cordite qui, en s'enflammant brutalement, libérait les gaz propulsant l'obus.

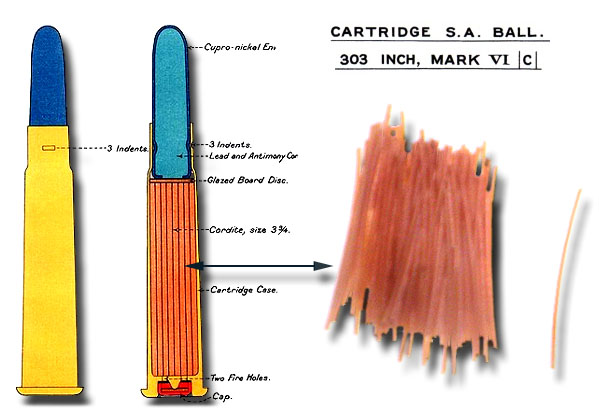
Dessin et photo des « cordons » de cordite dont la douille (étui) était chargée, à la place de la poudre noire, à partir de 1892.

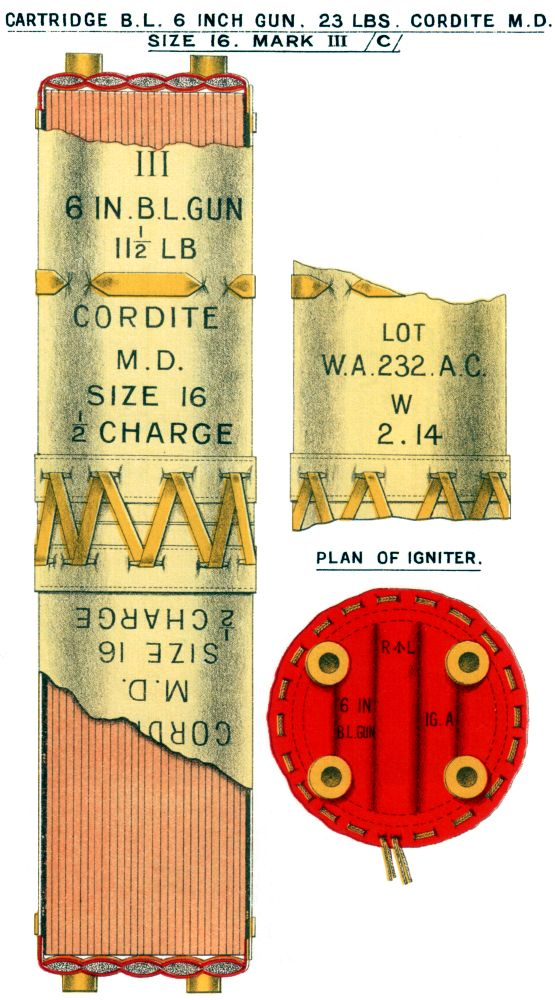
Ici deux demi-charges de cordite sont réunies par un ruban pour former la charge nécessaire à la propulsion d'un obus plus lourd.

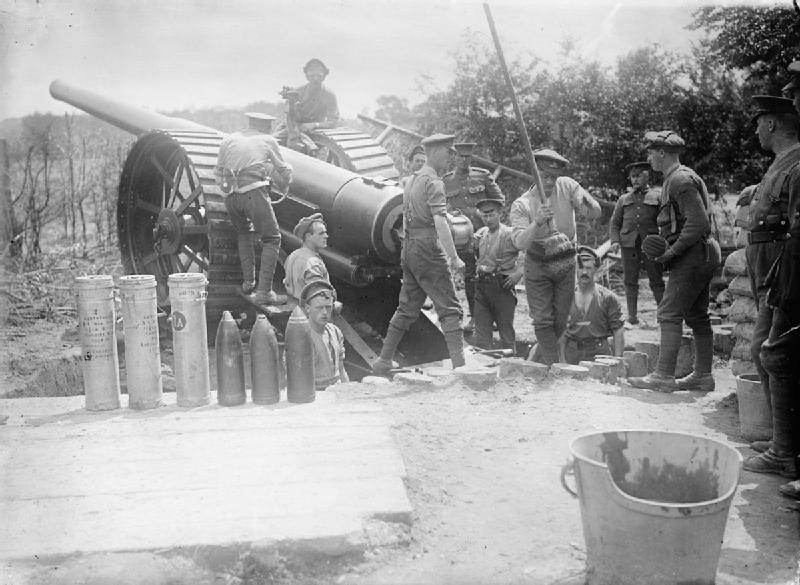
Canon anglais, avec 3 obus et 3 charges de cordite (dans les tubes verticaux) sur le front de Flandre, le 15 juin 1916.

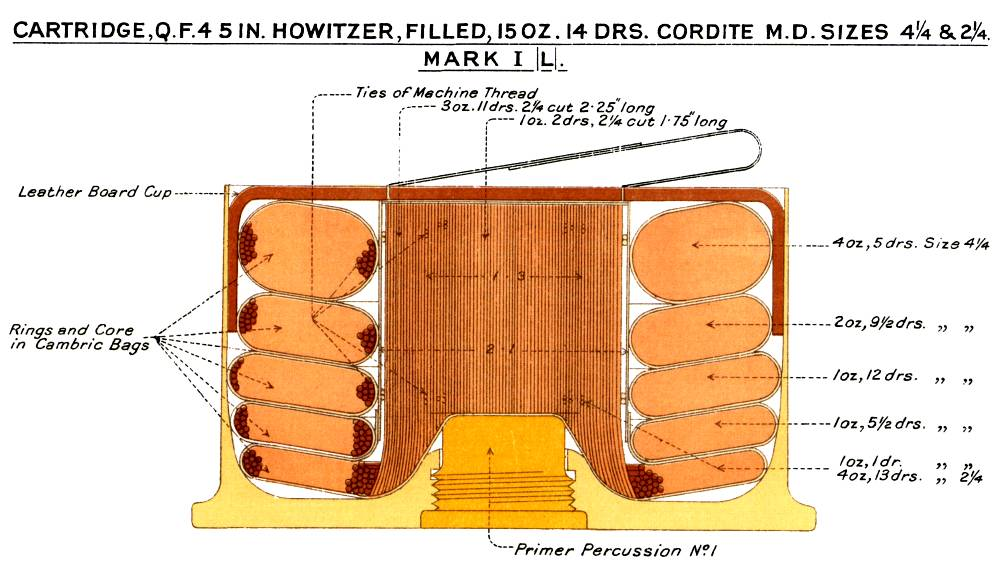
Charge de cordite dans une douille courte, pour canon à fût court type obusier (Première Guerre mondiale).

La cordite est un explosif, un type de poudre sans fumée (bien qu'il ne s'agisse pas d'une poudre). Elle a l'apparence d'un plastique jaunâtre à brun. Elle était généralement produite par extrusion sous forme de fils ou de spaghettis, ou de plaquettes après tronçonnage et séchage.
Cette substance ne dégage presque pas de particules solides (au contraire de la poudre noire traditionnelle qui dégage beaucoup de fumée) lorsqu'elle est allumée et ne produit pas de flash lumineux lors de sa combustion (ce qui rend la source du tir moins repérable). Elle se consume néanmoins plus rapidement que la ballistite d'Alfred Nobel.
La cordite est très peu soluble dans l'eau comme en témoignent les fragments et bâtonnets de cordite que l'on retrouve encore intacts sous la mer, après près d'un siècle.
C'est un produit dangereux (source de brûlures graves, voire d'explosion violente s'il est enfermé dans un contenant et mis à feu).
Sa production n'a été abandonnée au Royaume-Uni qu'à la fin du XXe siècle, avec la fermeture de l'usine (« poudrerie royale ») de Bishopton dite « Royal Ordnance Factory » (ROF).

## Usages
- La cordite a d'abord été utilisée dans les munitions de petits calibres (de guerre, puis de chasse) puis pour propulser des obus, avec moins de risque d'éclatement du fût du canon ou de celui du fusil, et une corrosion moins rapide.
- Elle a ensuite été utilisée comme propergol solide pour les fusées.
- La cordite est l'explosif utilisé dans la bombe atomique du 6 août 1945 Little Boy pour projeter la masse nécessaire d'uranium 235 contre une autre masse de matière fissile afin d'obtenir la masse critique.

## Composition
Les principales formulations étaient dites RDB (pour Research Department formula B), SC (pour Solventless Cordite) et N (pour nitroguanidine).
Sous sa forme moderne (cordite N), cet explosif est composé de 
- nitrocellulose ;
- nitroglycérine ;
- nitroguanidine.

## Fabrication
Le mélange des composants dissous dans de l'acétone est extrudé puis séché sous forme de fils ou de spaghettis plus ou moins fins d'où le nom de « cordite » (ou parfois de plaquettes).

## Histoire

### Invention par Vieille de la poudre blanche
En 1884, le chimiste français Paul Vieille inventa la première substance explosive qui ne dégageait pas de fumée (la poudre B ou poudre blanche). Elle était produite grâce à du collodion et du coton-poudre insoluble gélatinisés par un mélange d'alcool et d'éther (le collodion se dissout englobe le coton-poudre insoluble pour former une pâte) pour obtenir une substance qui produit des effets balistiques trois fois plus importants que la poudre noire, sans les inconvénients de cette dernière (charge réduite de deux tiers pour les mêmes résultats qu'avec la poudre noire, moins de sensibilité à l'humidité, sans production de fumée). L'absence de fumée est due à une combustion produisant une beaucoup plus grande proportion de gaz que dans le cas de la poudre noire (qui se dégrade à 60 % en produits solides dont du sulfate et du carbonate de potassium).
L'évaporation des solvants rend la poudre instable avec le temps, elle a été accusée d'être à l'origine de l'explosion du cuirassé Iéna le 12 mars 1907 et Liberté le 25 septembre 1911 en rade Toulon.

### Invention par Nobel de la ballistite
En 1887 Alfred Nobel inventa la ballistite. Celle-ci était composée à 45 % de collodion (nitrocellulose conservée liquide dans l'alcool et l'éther), 45 % de nitroglycérine (comme accélérateur plus détonant), et 10 % de camphre (insoluble dans l'eau mais très soluble dans les liquides organiques comme la glycérine et servant de stabilisant).
Dans le brevet déposé par Nobel, il est question d'une nitrocellulose qui doit être du « type soluble bien-connu ».
Mais avec le temps, l'éther du collodion s'évaporait (ce qui le rendait alors granuleux et non plus pâteux et lisse, avec pour effet d'augmenter la surface d'exposition au comburant et donc son inflammabilité) mais aussi le camphre stabilisant, rendant l'explosif instable (le problème était similaire sur les anciens bâtons de « dynamite », produits sous cette forme normalement comme explosif de chantier pour le génie civil, la construction, la démolition et l'exploration minière, et non comme munition) : les solvants s'évaporant de l'explosif malgré son emballage protecteur, et rendant la nitroglycérine à nouveau fluide et non stabilisée par le substrat granuleux restant, au point de s'exfiltrer à travers l'emballage.
Concernant les munitions d'armes individuelles, les granules se séparaient en deux phases, liquide et solide, dans les cartouches (également non étanche et contenant l'explosif granulé faiblement compacté dans l'air servant de comburant), ce qui les rendait intempestivement explosives.

### Invention anglaise par Abel et Dewar de la cordite
Un groupe d'experts au Royaume-Uni, l'Explosives Committee dirigé par Sir Frederick Abel, s'intéressa au développement des substances explosives à l'étranger.
Abel et un autre membre, Sir James Dewar, brevetèrent en 1889 une nouvelle mixture composée à 58 % de nitroglycérine, 37 % de nitrocellulose et 5 % de vaseline. Avec de l'acétone faisant office de solvant pour la nitrocellulose, la pâte était extrudée en tiges en forme de spaghetti, appelées cordes de poudre qu'on laissait sécher pour que l'acétone s'évapore et resolidifie la nitrocellulose restée pâteuse grâce à la vaseline (qui ne s'évapore pas). Peu après, ces dénominations furent remplacées par cordite. La cordite a d'abord remplacé la poudre noire dans l'artillerie pour une grande partie de ses usages à partir de 1889 en Angleterre.
Les chimistes découvrirent alors que la vitesse de combustion dépendait du diamètre et de la surface exposée de la corde d'explosif. Les premiers cordons produits d'un diamètre plus élevé, puis des plaquettes beaucoup plus larges, mettaient un peu plus de temps à se consumer tout en produisant plus de gaz (et donc mieux adaptés à l'artillerie), alors que de plus fins cordons brûlaient plus rapidement et furent donc destinés aux armes de petit calibre. La cordite a aussi remplacé la poudre noire des cartouches (modèles 303 Mark I et II, modèle standard pour fusils de 1891 à 1915 chez les Anglais et certains de leurs alliés).
Nobel attaqua Abel et Dewar pour violation du brevet de la ballistite, mais il perdit son procès en 1895 car il avait spécifié une nitrocellulose sous forme liquide (le collodion) et non solide (maintenue pâteuse et facilement ductile par la vaseline, l'acétone ne servant qu'à dissoudre temporairement et homogénéiser le mélange et étant éliminé par le séchage) comme dans le cas de la cordite.
Le groupe industriel Canadian Explosives Limited, provenant de la société Canadian Industries Limited, aussi connu sous l'acronyme C-I-L, fut créé en 1910, afin de produire, au Canada, de la cordite pour munitions de fusil, en remplacement de la poudre noire, dans son usine Hamilton Powders de Beloeil, pour l'Arsenal du Québec.
La pénurie de cordite induite par le début de la Première Guerre mondiale en 1914-1915 a conduit les États-Unis à en produire sur leur territoire, en plus des usines anglaises installées au Canada. Durant la guerre, l'essentiel du tonnage produit a servi à alimenter les chars, la marine de guerre et l'artillerie anglaise et du Commonwealth.
Le navire français Mont-Blanc explosa en 1917 (transportant des munitions militaires, elles aussi à base de cordite produite au Canada, et destinées aux opérations militaires en Europe en pleine Première Guerre mondiale) dans une des plus dramatiques et plus puissantes explosions d'origine humaine. Celle-ci  survint à la suite d'une collision accidentelle entre deux navires à l'entrée du port canadien d'Halifax. — Il reste encore aujourd'hui au fond de l'eau du port d'Halifax, un siècle après l'explosion du navire (comme aussi dans les terres des anciens champs de bataille des conflits armés modernes, notamment en Champagne-Ardenne), des quantités de petites munitions non explosées, des fragments de cordite non consumés, et non dissous non plus, mêlés dans les sédiments naturels à d'autres polluants chimiques et métalliques toxiques comme le mercure et les oxydes de plomb et de cuivre, en plus des autres polluants comme les hydrocarbures, y compris la vaseline et d'autres solvants organiques aromatiques provenant à la fois des anciennes munitions et de l'activité portuaire. Ceux-ci sont partiellement épongés par les sédiments mais non digérés par les micro-organismes, ou encore un excès de soufre qui acidifie l'eau et ne s'explique pas par la seule décomposition des algues. Il ne favorise pas la recolonisation halieutique des eaux, ainsi que tous les autres polluants plus modernes comme les résidus de fibres plastiques ou les rejets dans les eaux usées domestiques et industrielles.

## Modifications de la cordite
Les trois explosifs (l'ancienne poudre noire étant abandonnée, il s'agit de la poudre B française de Vieille, la ballistite américaine de Nobel, et de la cordite anglo-canadienne puis américaine d'Abel-Dewar) continuèrent à être utilisés par les différentes armées pendant plusieurs années mais la cordite devint progressivement l'explosif de choix.
Les premières formulations chimiques de la cordite en faisaient un produit corrosif dont les résidus attaquaient le métal des canons d'artillerie.
Les Britanniques changèrent la composition avec 65 % de nitrocellulose, 30 % de nitroglycérine et 5 % de vaseline après la seconde guerre des Boers. Cette version fut nommée cordite MD (MoDified).

### Première Guerre mondiale
Face à une explosion de la demande, les réserves d'acétone s'épuisèrent rapidement, incitant les Britanniques à tester de nouvelles formules. La « cordite RDB » (Research Department formula B) fut retenue ; avec 52 % de collodion, 42 % de nitroglycérine et 6 % de vaseline. Mais, cette variante, trop instable, fut remplacée par l'ancienne formule dès que l'acétone fut à nouveau disponible.
En novembre 1915, la production fut élargie pour atteindre les 350 000 lb (159 000 kg) de cordite par mois pour la Commission impériale des munitions.
La Commission impériale des munitions a ainsi fait construire plusieurs usines supplémentaires d'explosifs au Canada. La British Cordite Ltd factory s'installe dans le village de Nobel, près de Parry Sound (Ontario), en 1916-1917, afin de produire la cordite. Elle est opérationnelle à la mi-1917. Canadian Explosives Ltd ouvre une seconde usine dans le même village ; le chantier démarre en février 1918 avec une mise en production le 24 août 1918. Cette usine fut conçue pour produire l'équivalent de 1 500 000 lb (681 000 kg) de cordite par mois.
Ces deux usines canadiennes fermèrent en 1922, mais furent réutilisées durant le second conflit mondial.

### Seconde Guerre mondiale
Des recherches visant à diminuer la quantité de solvants nécessaire et à améliorer la stabilité du mélange aboutirent à la version utilisée durant la Seconde Guerre mondiale, la « cordite N » : celle-ci contient un ingrédient supplémentaire, la nitroguanidine qui libère une grande quantité d'azote lors de la combustion ce qui réduit l'intensité du flash à la sortie du canon ; sa température de combustion plus basse réduisait aussi l'érosion des canons, en particulier ceux de marine.
Ce nouveau conflit relance la production de cordite, pour des munitions de diamètre de 2 pouces et 3 pouces (projectiles sans rotation pour armes anti-aériennes).
De petites charges de type roquettes ont également été adaptées aux sièges éjectables produits par la société Martin-Baker. Elle a aussi été utilisée dans certaines fusées, missiles.
Les États-Unis n'ont pas fabriqué ni directement utilisé de cordite. Cependant, dans le cadre de la loi Lend-Lease (du 11 mars 1941), plusieurs usines de remplissage de munitions, utilisant notamment de la cordite ont été mises en place au Canada pour fournir l'armée américaine en propulseurs solides. Plusieurs autres pays (Inde, Pakistan et Australie) ont également été approchés.

## Les manufactures de cordite

### Poudreries royales du gouvernement du Royaume-Uni
En Grande-Bretagne, les usages militaires de la cordite ont été développés par l'Arsenal royal de Woolwich, près de Londres, et par les Waltham Abbey Royal Gunpowder Mills à partir de 1889.
- Lors de la Première Guerre mondiale, une grande usine de production de cordite (HM Factory, Gretna est construite à cheval sur la frontière entre l'Écosse et l'Angleterre, à Gretna, pour subvenir aux besoins en cordite de l'armée anglaise et des forces du Commonwealth britannique.
- Une usine distincte, la Royal Navy Cordite Factory est également ouverte à Holton Heath, dans le Dorset pour les besoins propres de la Royal Navy. Les usines de Gretna et de Holton Heath sont fermées à la fin de la Première Guerre mondiale. Celle de Gretna a été démolie.
- Au début de la Seconde Guerre mondiale Holton Heath était remise en route, et une usine supplémentaire, la (Royal Navy Propellant Factory était construite à Caerwent dans le sud-est du Pays de Galles, non loin de la mer, pour les besoins de la Royal Navy.
- Une très grande usine (Royal Ordnance Factory ou ROF) était également ouverte à Bishopton en Écosse pour la fabrication de cordite, en partie pour fournir la Royal Air Force. Une nouvelle usine de cordite était ouverte à Waltham Abbey et deux autres fabriques (la ROF Ranskill, fonctionnelle en 1942 et qui a employé jusqu'à environ 4 000 personnes, et la ROF Wrexham, construite près d'une base de la RAF chargée de la défendre en cas d'attaque).
- Les milliers de tonnes de Cordite produites dans ces usines étaient acheminées vers les usines de remplissage  et de préparation des munitions destinées au front (Filling Factories). Souvent c'étaient des locomotives Diesel qui tiraient les wagons de cordite, pour limiter le risque d'inflammation par des escarbilles perdues par les cheminées de trains à vapeur.

Le gouvernement britannique a également fait produire de la cordite par des usines privées, non plus sous le contrôle de la Royal Ordnance Factory, mais sous le contrôle du ministère de l'approvisionnement (Ministry of Supply ou MoS) :
- La compagnie ICI Nobel d'Ardeer (devenue Nobel Enterprises) a ainsi été invitée dès 1939 à construire et exploiter six usines dans le sud de l'Écosse. Quatre de ces six usines ont produit de la cordite ou des propergols pour l'armée.
- L'usine Drungans  (à Dumfries) a produit le fulmicoton qui était converti en cordite au MoS Dalbeattie (cordite triple-base) et au MoS Powfoot (granulé fulmicoton monobase, pour armes de petit calibre).
- Un petit site à Girvan (South Ayrshire, aujourd'hui occupé par la distillerie Grant, produisait de la cordite et du TNT[6].
- Le site ICI d'Ardeer a également hérité d'une usine de cordite appartenant au gouvernement, datant de la Première Guerre mondiale, et mise en sommeil depuis[7]

35 % de la cordite britannique produite de 1942 à 1945 provenaient de ces usines privées.
Le groupe ICI Nobel a aussi géré des usines de ce type en Australie (à Deer Park, près de Melbourne) et en Afrique du Sud .

### Production en outre-mer
D'autres production d'explosifs propulsifs pour le Commonwealth britannique ont existé en outre-mer durant les deux guerres mondiales, au Canada, en Afrique du Sud et en Australie (les usines d'ICI Nobel ont en particulier fourni de grandes quantités de cordite.)

## Désuétude
Même si certains auteurs de fiction, font encore référence (à tort) à « l’odeur de cordite » à propos de tirs d'armes récentes, elle est désormais obsolète et remplacée par d'autres propergols, par exemple les poudres IMR (pour Improved Military Rifle, munitions militaires améliorées), de DuPont, également produits en cordes par extrusion avant d'être tronçonnés en plaquettes solides.